# Боасерол
Боасерол (фр. Boisserolles) насеље је и општина у западној Француској у региону Поату-Шарант, у департману Де Севр која припада префектури Ниор.
По подацима из 2011. године у општини је живело 64 становника, а густина насељености је износила 7,41 становника/km². Општина се простире на површини од 8,64 km². Налази се на средњој надморској висини од 35 метара (максималној 96 m, а минималној 52 m).

## Демографија
| 1962. | 1968. | 1975. | 1982. | 1990. | 1999. | 2011. |
| ----- | ----- | ----- | ----- | ----- | ----- | ----- |
| 78    | 84    | 59    | 71    | 73    | 66    | 64    |

График промене броја становника у току последњих година